# Etanercept
Etanercept es un medicamento que se emplea para el tratamiento de varias enfermedades de origen autoinmune. Actúa mediante la inhibición del factor de necrosis tumoral. El factor de necrosis tumoral es una sustancia del grupo de las citocinas que producen las células del sistema inmune y estimula la fase aguda de la reacción inflamatoria.

## Mecanismo de acción
La molécula de Etanercept está compuesto de 2 partes, una de ellas es una porción de la inmunoglobulina humana y la otra es un receptor del factor de necrosis tumoral (TNF). El medicamento se une de forma específica al factor de necrosis tumoral, lo bloquea e inhibe de esta forma los mecanismos bioquímicos que provocan la respuesta inflamatoria, mejorando los síntomas de la enfermedad.

## Indicaciones
Está indicado su empleo en varias enfermedades reumáticas, en formas graves que no responden a otros tratamientos. Principalmente artritis reumatoide, artritis reumatoidea juvenil, artritis psoriasica y espondiloartropatías.

## Administración
Se presenta en forma de viales que contienen 25 mg de sustancia activa. La dosis habitual es 25 mg administrados por vía subcutánea 2 veces a la semana. No es posible ingerir la sustancia por vía oral pues se inactiva en el sistema digestivo y pierde sus propiedades terapéuticas.
Ya se presenta en dosis de 50mg, con lo cual, puede ser administrada una única vez semanal.

## Efectos secundarios
Los efectos secundarios más comunes son reacciones locales en el punto de inyección e infecciones leves de vías respiratorias superiores.
También se ha informado de reacciones alérgicas graves (erupción cutánea, urticaria, prurito, dificultad para respirar, opresión en el pecho, edemas de la boca, cara, labios o lengua, ronquera inusual, sangre en la orina o las heces, ardor, entumecimiento u hormigueo, erupción tipo mariposa (erupción en la nariz y las mejillas), el cambio en la apariencia de un lunar, dolor de pecho o malestar; disminución de alerta mental, ritmo cardíaco acelerado, fiebre, escalofríos o dolor de garganta, sensación de malestar general, aumento de la orina o dolor al orinar, trastornos mentales, cambios de humor, nerviosismo, alteración en la conducta, tos reciente o que empeora; llaga abierta que no cicatriza, respiración rápida, erupción en la cara y los brazos que empeora en el sol, la piel roja, hinchada, con ampollas o descamación, convulsiones, dificultad para respirar, repentina e inexplicable aumento de peso, hinchazón de los brazos o las piernas, hinchazón de los ganglios linfáticos, síntomas de problemas hepáticos (por ejemplo, coloración amarillenta de la piel o los ojos, orina oscura, heces pálidas); sangrado o moretones inusuales, bultos inusuales, náuseas es inusual, vómitos, dolor de estómago o diarrea, el engrosamiento inusual de la piel u otros cambios en la piel, cansancio o debilidad, piel inusualmente pálida; problemas de visión, debilidad en los brazos o las piernas.
Hay efectos secundarios del Etanercept más graves, como un riesgo aumentado de presentar linfomas u otros cánceres, esclerosis múltiple, convulsiones, aplasia medular, falla cardiaca, psoriasis o exacerbación de esta, lupus y hepatitis autoinmune e infección por el bloqueo de las funciones naturales inmunológicas del FNT. De esto último, predispone a resurgimiento de infecciones por virus u hongos como herpes o Candida, por ejemplo, o a mayor riesgo de infección por tuberculosis o hepatitis B.